# Stylidium laricifolium
Stylidium laricifolium är en tvåhjärtbladig växtart som beskrevs av Louis Claude Marie Richard. Stylidium laricifolium ingår i släktet Stylidium och familjen Stylidiaceae. Inga underarter finns listade i Catalogue of Life.

## Bildgalleri

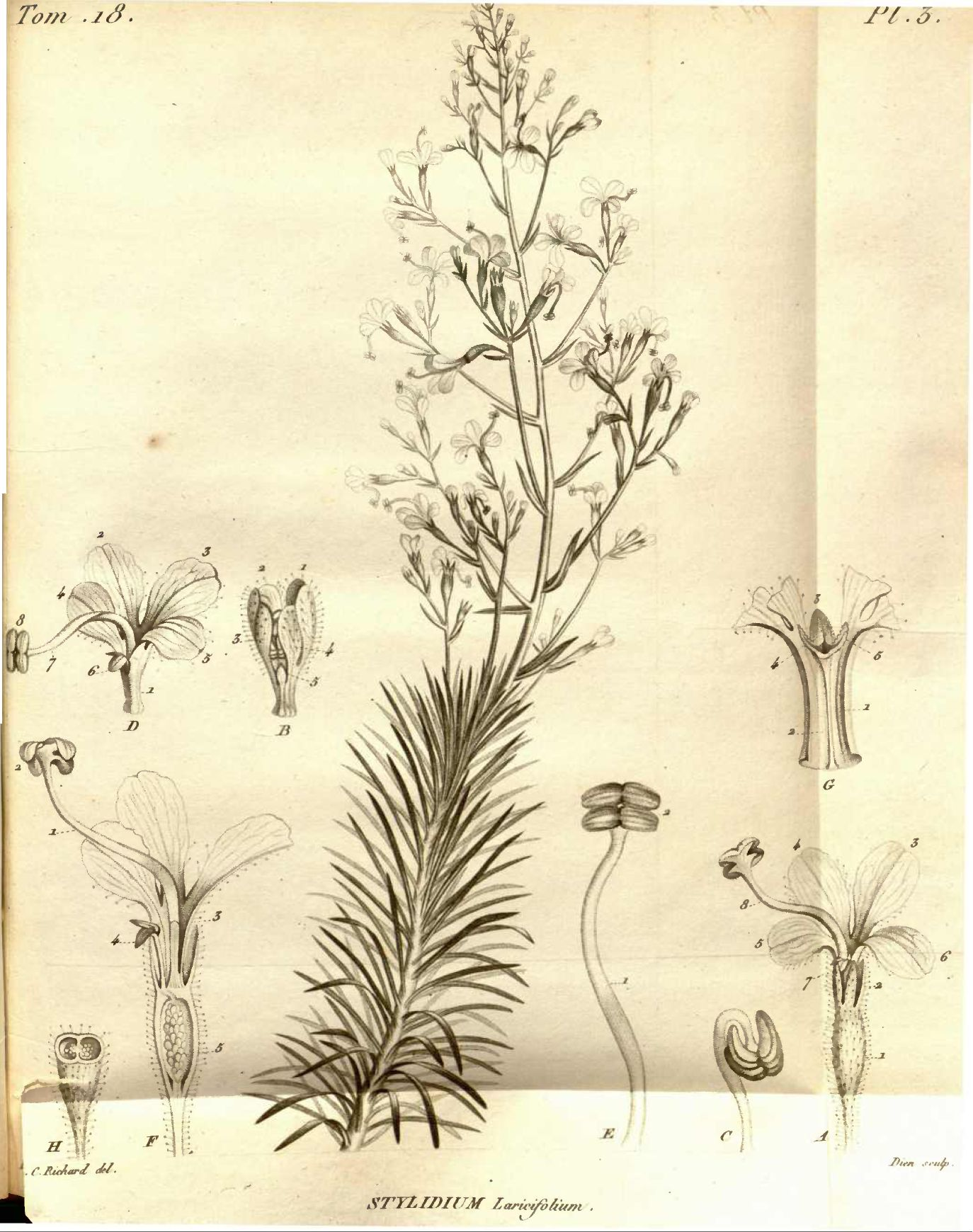